# Tinkoff (cyklistický tým)
Tinkoff (UCI kód: TNK) byl ruský profesionální cyklistický WorldTeam. Vznikl v Dánsku v roce 1998, s ruskou licencí závodil od sezóny 2014. Posledním majitelem týmu a hlavním sponzorem byl Rus Oleg Tiňkov. Tým ukončil svoji činnost na konci sezóny 2016.

## Historie
Společnost která měla stát za týmem, původně pojmenovaná Professional Cycling Denmark, byla založena na podzim roku 1996 amatérským mistrem světa v cyklistice z roku 1994 Alexem Pedersenem, Finnem Poulsenem (zástupcem společnosti Bestseller), Torbenem Kølbækem, Johannesem Poulsenem (z Herning Cykle Klub) a Bjarnem Riisem (tehdejším Jezdec týmu Telekom). Tým byl postaven právě na týmové licenci dánského amatérského týmu Herning Cykle Klub se sídlem v Herningu v Dánsku s cílem dostat pozvánku na Tour de France 2000.

### home–Jack & Jones (1998–1999)

#### Sezóna 1998
Nový tým home–Jack & Jones pro rok 1998 se skládal z 11 jezdců (směsí prvních profesionálů s dánskými veterány Brianem Holmem a vítězem pěti etap na Grand Tours Jasperem Skibbym) a dvou sportovních ředitelů Alexe Pedersena a Torbena Kølbæka jako sportovními řediteli. Titulárními sponzory byli dánská realitní kancelář home a/s) a výrobce oděvů Jack & Jones (značka vlastněná Bestsellerem). Rozpočet se pohyboval kolem 1 milionu €. Prvním závodem týmu byla francouzská jednorázovka GP la Marseillaise (3. února 1998), prvním vítězstvím pak byla 2. etapa na Étoile de Bessèges, kterou o 2 dny později vyhrál Christian Andersen. V dubnu tým opustil Brian Holm.
Dopingový skandál na Tour de France 1998 se týmu přímo nedotkl, ale Riis, který byl součástí pelotonu na Tour de France, byl na začátku roku 1999 v dánských médiích označen za dopingového podvodníka, následně prodal své akcie ve společnosti Professional Cycling Denmark.

#### Sezóna 1999
Sezónu 1998 zakončil tým na 32. místě v žebříčku UCI. Do následující sezóny vykročil tým se 14 jezdci a se zvýšeným rozpočtem (2,4 milionu €). Z hlediska vyhraných závodů byl rok 1999 nejúspěšnější sezónou až do roku 2005. S 23 UCI vítězstvími tým postoupil do 1. divize. V září 1999 byl ale belgický jezdec Marc Streel testován s hladinou hematokritu 53,4, tedy hodnotou nad 50, což je ukazatelem EPO dopingu, a to mělo za následek propuštění tohoto jezdce a také to, že společnost home a/s přestala sponzorovat tým.

### Memory Card–Jack & Jones (2000)
Pro sezónu 2000 se prvním titulárním sponzorem týmu stal dánský výrobce paměťových karet Memory Card a/s a jako nový kapitán týmu přišel dánský cyklista Bo Hamburger. V této sezóně tým sice nenasbíral tolik vítězství, jako o rok dříve, ale byl pozván na svoji první Tour de France. V dubnu 2000 byla Nicolaji Bo Larsenovi naměřena hladina hematokritu 51, ale nebyl propuštěn, protože den před testem a den po testu mu byla naměřena hodnota 47. Kvůli zdánlivému dvojímu standardu se však Jack & Jones rozhodl neprodloužil sponzorství pro sezónu 2001, přestože byl Nicolaj Bo Larsen později lékařskou zprávou zproštěn obvinění z dopingu.
Na podzim roku 2000 Bjarne Riis převzal Professional Cycling Denmark a tím i celý tým. Po této sezóně tým přišel i o druhého titulárního sponzora, když se Riis rozloučil s Memory Card, jelikož tuto firmu trápily finanční potíže.

### CSC–Tiscali (2001–2002)

#### Sezóna 2001
Počínaje sezónou 2001 tým převzali CSC a evropský poskytovatel internetu World Online. World Online koupil italský telekomunikační gigant Tiscali a tým se 1. července 2001 přejmenoval na CSC–Tiscali.
V dubnu 2001 byl Bo Hamburger pozitivně testován na EPO a v září téhož roku mu byla ukončena smlouva.
Mezinárodní význam získala stáj poté, co před touto sezónou podepsala smlouvu s Laurentem Jalabertem, vítězem Vuelty 1995, 22 etap na Grand Tours a dvou monumentů. Ten ke svému příchodu ze španělského ONCE řekl: "Chtěl jsem ukončit kariéru ve francouzském týmu, ale žádný mi nedal dobrou nabídku, tak jsem si vybral CSC." CSC tehdy sponzoroval francouzský výrobce kol Look, který byl spojen s Jalabertem. Tým také podepsal Američana Tylera Hamiltona z U.S. Postal.
Sezóna 2001 byla průlomovou díky Jalabertovým vítězstvím na Tour de France v soutěži o nejlepšího vrchaře a v etapě, která se jela 14. července, tedy v den výročí dobytí Bastily. Tuto sezónu následně Laurent v srpnu ozdobil ještě vítězstvím v Clásice de San Sebastián.

#### Sezóna 2002
V roce 2002 skončil Tyler Hamilton se zlomenou lopatkou druhý na Giro d'Italia a tým také téměř vyhrál týmovou časovku na Tour de France, kterou zmařila prasklá pneumatika. Jalabert následně opět vyhrál puntíkatý trikot a Clásicu de San Sebastián a na konci sezóny ukončil kariéru.
Za zmínku určitě stojí také angažování Fränka Schlecka, který od 1. srpna působil v týmu jako stážista.

### Team CSC (2003–2008)

#### Sezóna 2003
V roce 2003 Riis přejmenoval Professional Cycling Denmark na Riis Cycling. Tiscali přestalo sponzorovat a jelikož Riis nebyl schopen najít nového spolusponzora, tak se tým přejmenoval na Team CSC a do sezóny 2003 vkročil se sníženým rozpočtem. Sídlo se přestěhovalo z Herningu do sídla jednoho ze sponzorů, dánské pojišťovny Alm. Brand, v Lyngby na předměstí Kodaně.
Lídrem týmu s cílem celkově vyhrát Tour de France se stal Tyler Hamilton. Hamilton byl ve formě, vyhrál mimo jiné i Lutych–Bastogne–Lutych. Jenže si v 1. etapě Tour zlomil klíční kost a ztratil naději na vítězství v celkovém hodnocení. Chuť si ale spravil výhrou v 16. etapě, když se po Carlosovi Sastrem a Jakobu Piilem stal třetím jezdcem stáje, který si připsal etapový úspěch v tomto ročníku Tour de France.

#### Sezóna 2004
Před sezónou 2004 tým opustil Tyler Hamilton, který přestoupil do švýcarského Phonaku, jelikož prý cítil nedostatek podpory od Bjarne Riise.[zdroj?] Tým naopak posílil Ivan Basso, vítěz bílého trikotu na Tour de France 2002, který se měl připojit ke Carlosovi Sastremu ve snaze o vítězství na Grand Tours.
Tour 2004 byla pro tým, a zvláště pro novou posilu Bassa, úspěšnou. Ivan totiž nejprve vyhrál 12. etapu a následně stál na pódiu v Paříži, když se umístil na 3. místě v celkovém pořadí závodu. Tento ročník pohledem týmu CSC zdokumentoval režisér Tómas Gislason ve svém stopětiminutovém snímku Overcoming z roku 2005.
Od 1. srpna se novým stážistou stal Fränkův bratr, Andy Schleck, pozdější vítěz Tour de France.

#### Sezóna 2005
Po zimní pauze poznamenané finančními potížemi, které vyústily ve snížení mezd pro řadu jezdců, bylo jaro 2005 překvapivě dosud nejlepším startem sezóny v historii týmu. Jens Voigt vyhrál prolog Paříž–Nice, jehož celkové pořadí ovládl jeho týmový kolega Bobby Julich. Následovaly 3 vyhrané etapy na Giru (8. etapu vyhrál David Zabriskie, 17. a 18. pak Ivan Basso).
V 1. etapě Tour zvítězil David Zabriskie a v její druhé polovině přišla další dobrá zpráva, když tým prodloužil smlouvu s titulárním sponzorem CSC až do roku 2008. Navýšení finanční podpory od titulárního sponzora umožnilo Riisovi prodloužit Bassovu smlouvu o další tři roky. Basso vylepšil svoje loňské umístění, když skončil celkově druhý za Lancem Armstrongem, který byl později, kvůli dopingu, vyškrtnut z historických tabulek.
15. září vyhrál Nicki Sørensen 18. etapu na Vueltě.
Dosud nejúspěšnější sezónu v historii stáje tým korunoval vítězstvím v hodnocení týmů ProTour pro rok 2005.

#### Sezóna 2006

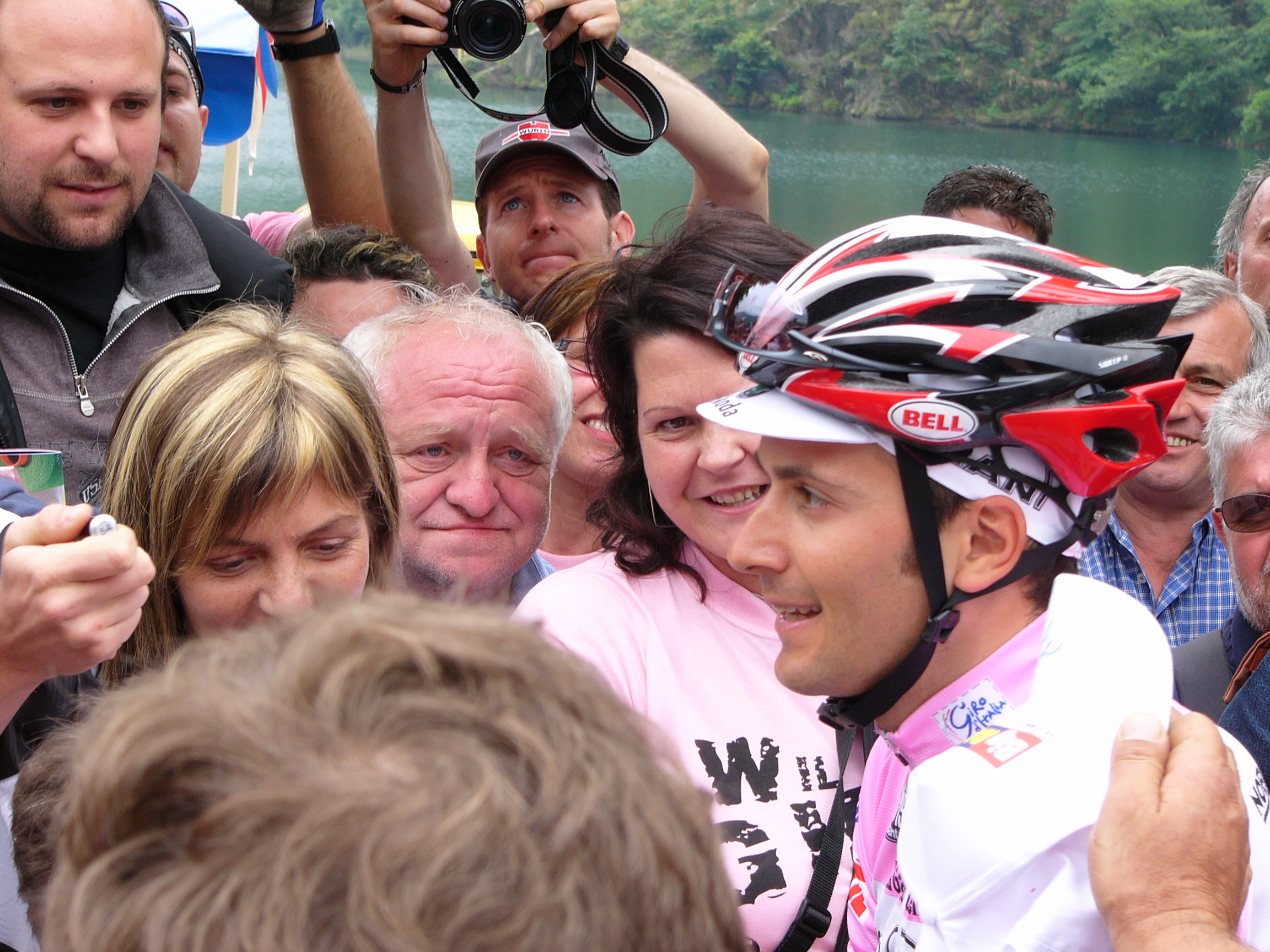
Ivan Basso s fanoušky během Giro d'Italia 2006

V roce 2006 bylo cílem stáje vyhrát všechny tři Grand Tour, přičemž Ivan Basso měl startovat na Giru a Tour a Carlos Sastre na Vueltě. Tým pro tuto sezónu přivedl také excelentního časovkáře, Fabiana Cancellaru. Sezónu tým zahájil Julichovým vítězstvím v prologu Paříž–Nice Na jaře tým sužovaly zranění, která postihla třetinu týmu, především Stuarta O'Gradyho. Cancellara vyhrál časovku na Tirreno–Adriatico a poté Paříž–Roubaix. O týden později vyhrál Fränk Schleck Amstel Gold Race.
1. května tým překvapil oznámením, že Carlos Sastre pojede Giro jako pomocník pro Ivana Bassa, který bezkonkurenčně ovládl italský třítýdenní etapový závod, když druhému José Enrique Gutiérrezovi nadělil 9 minut a 18 sekund.
30. června 2006 Tour de France oznámila, že Ivan Basso nepojede Tour 2006 po zjevné účasti na dopingovém skandálu Operace Puerto. Carlos Sastre převzal funkci lídra, v posledních horských etapách byl nejsilnější, ale špatná časovka ho odsunula na celkové čtvrté místo. Tým zaznamenal 3 etapová vítězství, o která se postarali Jens Voigt, Fränk Schleck a právě Carlos Sastre. Podzim se nesl ve znamení kauzy Operace Puerto. Bassova smlouva byla po vzájemné dohodě zrušena, obvinění proti Bassovi bylo později zrušeno pro nedostatek důkazů.  Basso popřel, že by se na Operaci Puerto podílel, tuto výpověď ale on sám 7. května 2007 vyvrátil. Jako reakci na tuto kauzu Team CSC zahájil ambiciózní antidopingový program. společně s dánským antidopingovým expertem Rasmusem Damsgaardem.

#### Sezóna 2007
Nový jezdec Juan José Haedo dal týmu na začátku sezóny pozitivní impuls, když na jaře vyhrál mnoho menších závodů. Klasikářská sezóna byla také úspěšná, protože Stuart O'Grady vyhrál Paříž–Roubaix. 

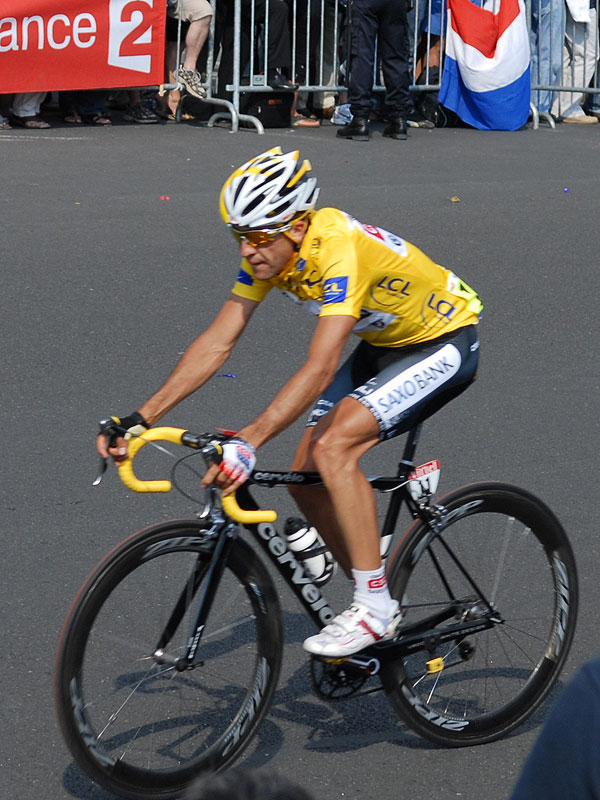
Carlos Sastre vjíždí do Paříže jako vítěz Tour de France 2008

Na Giru se velmi dobře prezentoval Andy Schleck, který skončil 2. a zvítězil v hodnocení mladých jezdců tohoto ročníku. Na Tour Fabian Cancellara navázal na své vystoupení na Tour de Suisse a získal pro tým dvě etapy a 7 dní vozil žlutý trikot. Lídr týmu na Vueltě, Carlos Sastre, opět ztratil v časovkách a celkově skončil druhý.

### Team CSC–Saxo Bank (2008)
CSC oznámilo, že na jaře 2008 neobnoví sponzorskou smlouvu, což znamenalo, že Riis Cycling bude od roku 2009 potřebovat nového titulárního partnera. V polovině června Riis oznámil, že tým uzavřel tříletou smlouvu s okamžitou platností se společností Saxo Bank. To znamenalo, že se tým na 95. ročníku slavné Tour de France prezentoval jako Team CSC–Saxo Bank.
Tento ročník byl pro Riisův tým veleúspěšným, jelikož Carlos Sastre, i díky dvouminutovému náskoku, který získal v 17. etapě na Alpe-d'Huez ovládl poprvé v historii stáje celkovou klasifikaci "Staré dámy."

### Team Saxo Bank (2009–2010)

#### Sezóna 2009
První významnější vítězství v sezoně získal Andy Schleck na Lutych–Bastogne–Lutych. Na toto vítězství navázal Fabian Cancellara, který vyhrál 3 etapy a také celkové pořadí na Tour de Suisse. Na Tour de France stáj vyhrála celkem 3 etapy (1. etapa Fabian Cancellara, 12. Nicki Sørensen a 17. Fränk Schleck). Další 2 vítězství na Grand Tour následně tým získal na Vueltě, když Cancellara vyhrál 1. a 7. etapu.

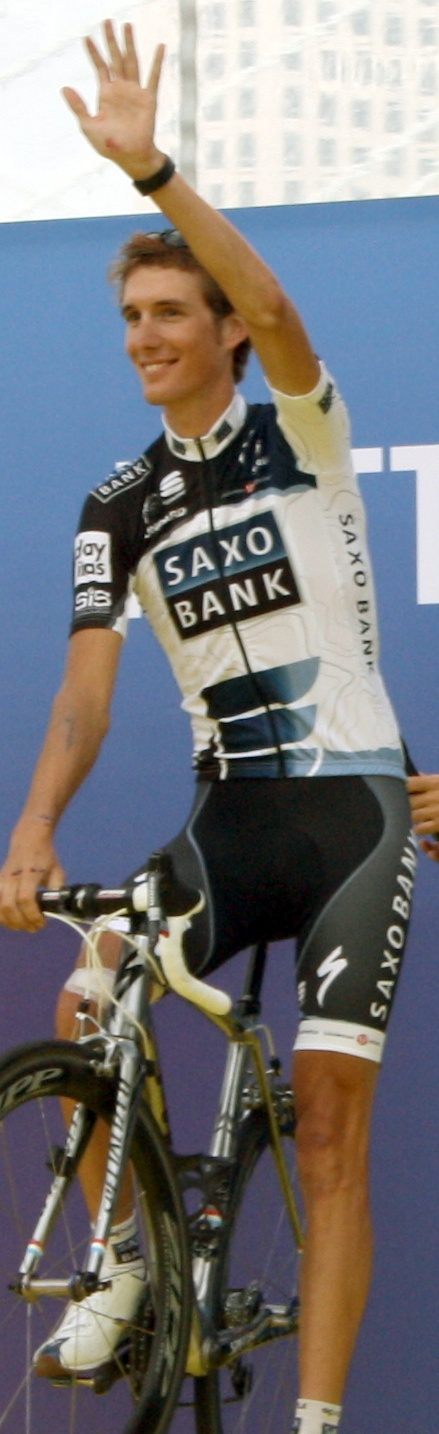
Andy Schleck na týmové prezentaci před Tour de France 2010

#### Sezóna 2010
Sezóna pro tým odstartovala Cancellarovým vítězstvím na etapovém závodu Kolem Ománu. Fabian následně zvítězil i na Paříž–Roubaix. Na Giru jezdci týmu Saxo Bank vyhráli 2 etapy (8. Chris Anker Sørensen a 21. Gustav Larsson) a bílý trikot (Richie Porte).
V červenci tým zažil pravděpodobně nejúspěšnější Tour v historii, když Fabian Cancellara vyhrál prolog a 19. etapu a Andy Schleck 8. a 17. etapu, bílý trikot a celkově skončil 2. za vítězným Albertem Contadorem, kterému ale bylo vítězství, kvůli dopingu, o rok a půl později odebráno. Schleck se tedy dodatečně stal vítězem 97. ročníku slavného francouzského třítýdenního závodu.
Na konci července 2010 oznámili bratři Schleckovi svůj odchod z týmu s účinností od začátku sezóny 2011. Na začátku srpna bylo oznámeno jméno týmu pro nadcházející sezónu, stáj se v roce 2011 bude prezentovala jako Team Saxo Bank–SunGard a současně byl také odhalen podpis dvojnásobného šampiona Tour de France z let 2007 a 2009, Alberta Contadora.

### Saxo Bank–SunGard (2011)
V této sezóně tým oficiálně získal 8 UCI vítězství. Několik dalších triumfů (včetně růžového trikotu z Giro d'Italia) bylo týmu, respektive Albertu Contadorovi, odebráno kvůli jeho dopingovým prohřeškům.
Dne 16. listopadu 2011 bylo oznámeno, že SunGard v další sezóně již nebude hlavním sponzorem.

### Saxo–Tinkoff & Tinkoff–Saxo (2012–2015)

#### Sezóna 2012
Dne 25. června 2012 bylo oznámeno, že ruská Tinkoff Bank se připojí k týmu jako spolusponzor pro zbytek této sezóny a pro celou následující sezónu. Po zbytek sezóny 2012 nesla stáj jméno Team Saxo Bank–Tinkoff Bank.
Alberto Contador se vrátil do závodního tempa po své dvouroční suspendaci udělené v únoru 2012, když se mu podruhé v kariéře podařilo zvítězit na Vueltě, což znamenalo první vítězství stáje na Grand Tour od vítězství Andyho Schlecka na Tour 2010.

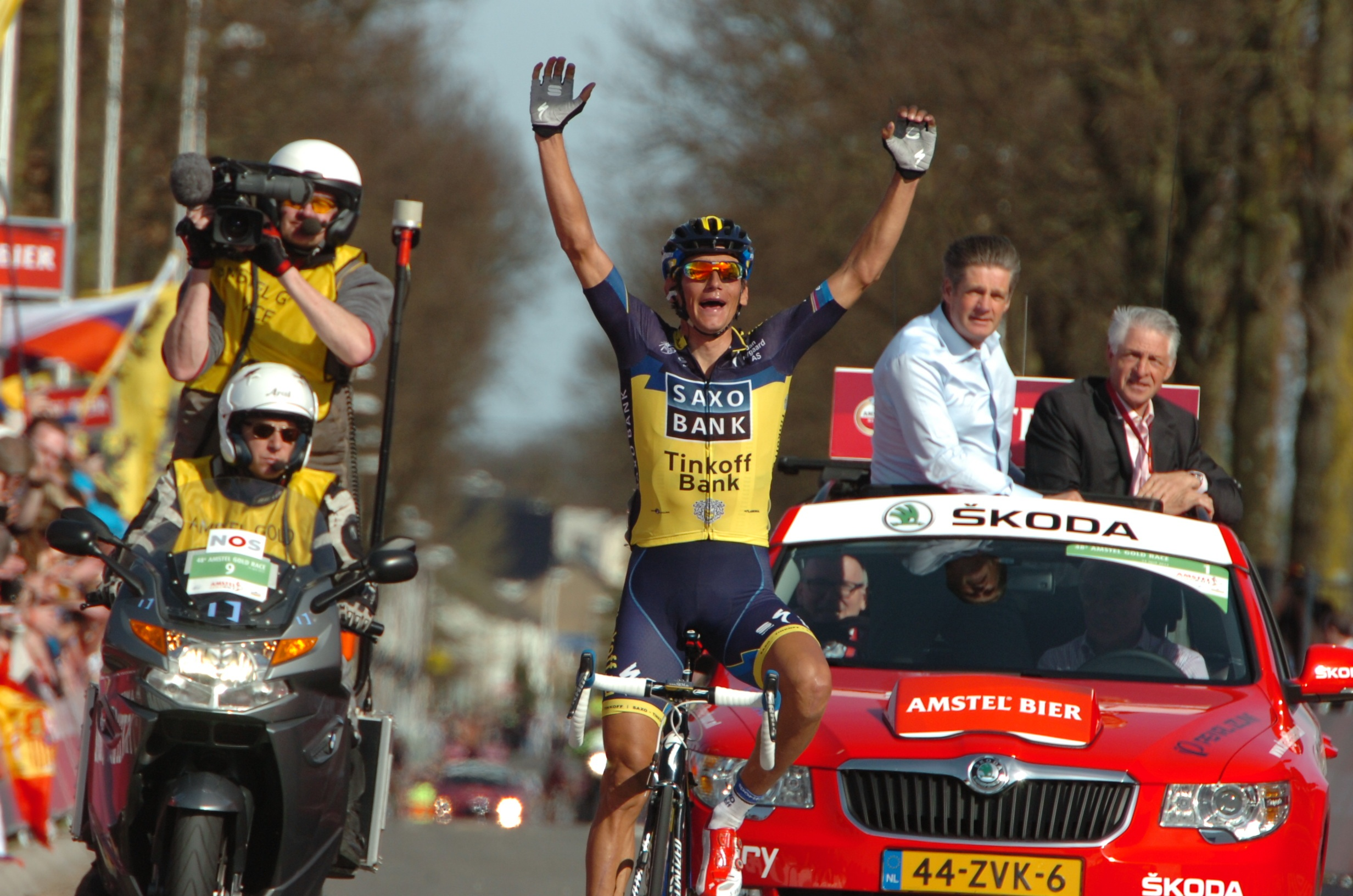
Roman Kreuziger vítězí na Amstel Gold Race 2013

#### Sezóna 2013
Jak již bylo v září minulého roku avizováno, do týmu před touto sezónou přišel Čech Roman Kreuziger. Tým do sezóny vstoupil s novým jménem Team Saxo–Tinkoff.
V dresu nového týmu Kreuziger hned opanoval dubnový Amstel Gold Race. Dalšími výraznějšími vítězstvími byly až triumfy v 2. a 6. etapě Vuelty, o které se postarali Nicolas Roche a Michael Mørkøv.
Lídrem pro Tour de France byl Alberto Contador, nová posila týmu, Kreuziger plnil roli superdomestika. Od 9. etapy se Roman pohyboval v top 5 celkového pořadí, jeho lídr se do průběžné pětice nejlepších dostal v 11. etapě. Po 17. etapě tým dokonce hájil 2. a 3. místo v celkovém pořadí. Kreuziger se tak stal prvním a doposud (k roku 2024) jediným Čechem, který kdy dokázal být alespoň v průběžném pořadí na virtuálním pódiu Tour. Ve 20. etapě Contador ztratil skoro 2 a půl minuty na vítěze etapy, Naira Quintanu, což ho odsunulo na celkové 4. místo, které si Španěl dovezl do Paříže. Jeho pravá ruka, Kreuziger, skončil celkově 5., tedy na nejlepší pozici, na které kdy Tour dokončil.
Po sezóně 2013 koupil ruský podnikatel Oleg Tiňkov Riisův tým, Bjarne Riis v týmu pokračoval jako sportovní ředitel.

#### Sezóna 2014
Do sezóny 2014 tým vkročil s novým majitelem, Olegem Tiňkovem, a názvem Tinkoff–Saxo.
V tomto roce tým zaznamenal 26 UCI vítězství. Mezi nejvýznamnější se řadí Contadorovo celkové vítězství na Tirreno–Adriatico, dvě Rogersovy vyhrané etapy na Giru, tři vyhrané etapy a puntíkatý trikot na Tour (14. a 17. etapa + puntíkatý trikot Rafał Majka a 16. etapa Michael Rogers) a Contadorovo třetí kariérní celkové vítězství na Vueltě.

#### Sezóna 2015

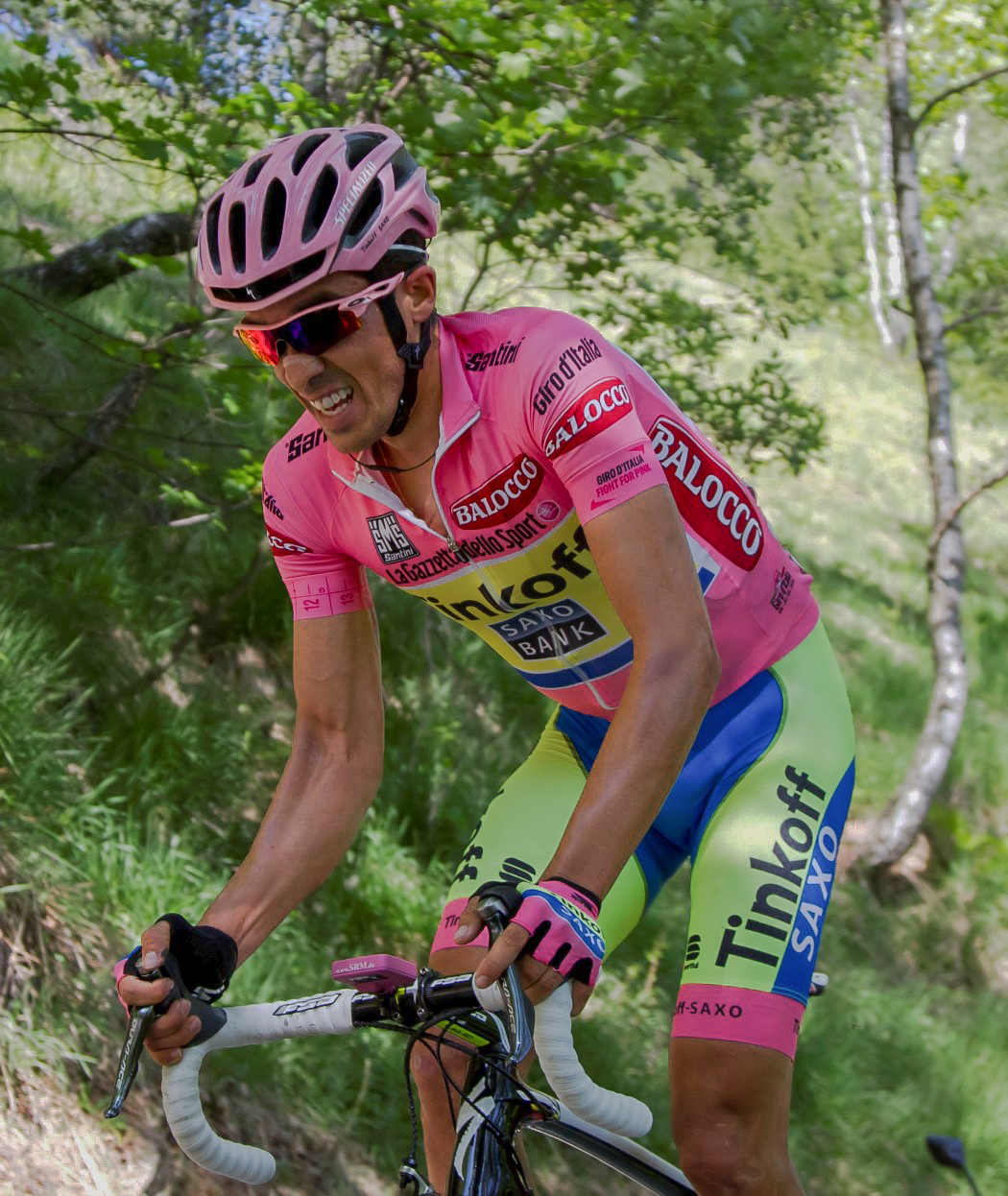
Alberto Contador v růžovém trikotu na Giro d'Italia 2015

V srpnu 2014 odpálil tým velkou přestupovou bombu, když přivedl Petera Sagana, jež se ruskému týmu upsal na 3 roky, počínaje sezónou 2015. Slovák se v týmu uvedl vítězstvím v 6. etapě Tirreno–Adriatico a 4. a 6. etapě Tour of California, ze které si odvezl také žlutý trikot pro vítěze závodu.
Na konci března byl kvůli sporům s novým majitelem jeden ze zakladatelů a dlouholetým majitelem stáje, Bjarne Riis, nejdřive zbaven svých pravomocí, o týden později mu byla po vzájemné dohodě ukončena smlouva.
Na květnovém Giru se dařilo Albertu Contadorovi, který zvítězil v celkovém pořadí a přidal tak 6 vyhranou Grand Tour v historii stáje.
Na Tour de France Majka vyhrál 11. etapu a Peter Sagan získal svůj 4. zelený trikot na Tour v kariéře.
Na konci září Sagan vyhrál své první mistrovství světa.
12. prosince 2015 majitel týmu, Oleg Tiňkov, v exkluzivním rozhovoru pro platformu cyclingnews.com oznámil, že na konci sezóny 2016 tým prodá, jako důvody uvedl obchodní rozhodnutí přesměrovat marketingový rozpočet Tinkoff Bank ze sportovního sponzorství na televizní reklamu od roku 2017 a také nedostatek podpory od ostatních týmů v jím navrhovaných reformách obchodního modelu silniční cyklistiky.

### Tinkoff (2016)

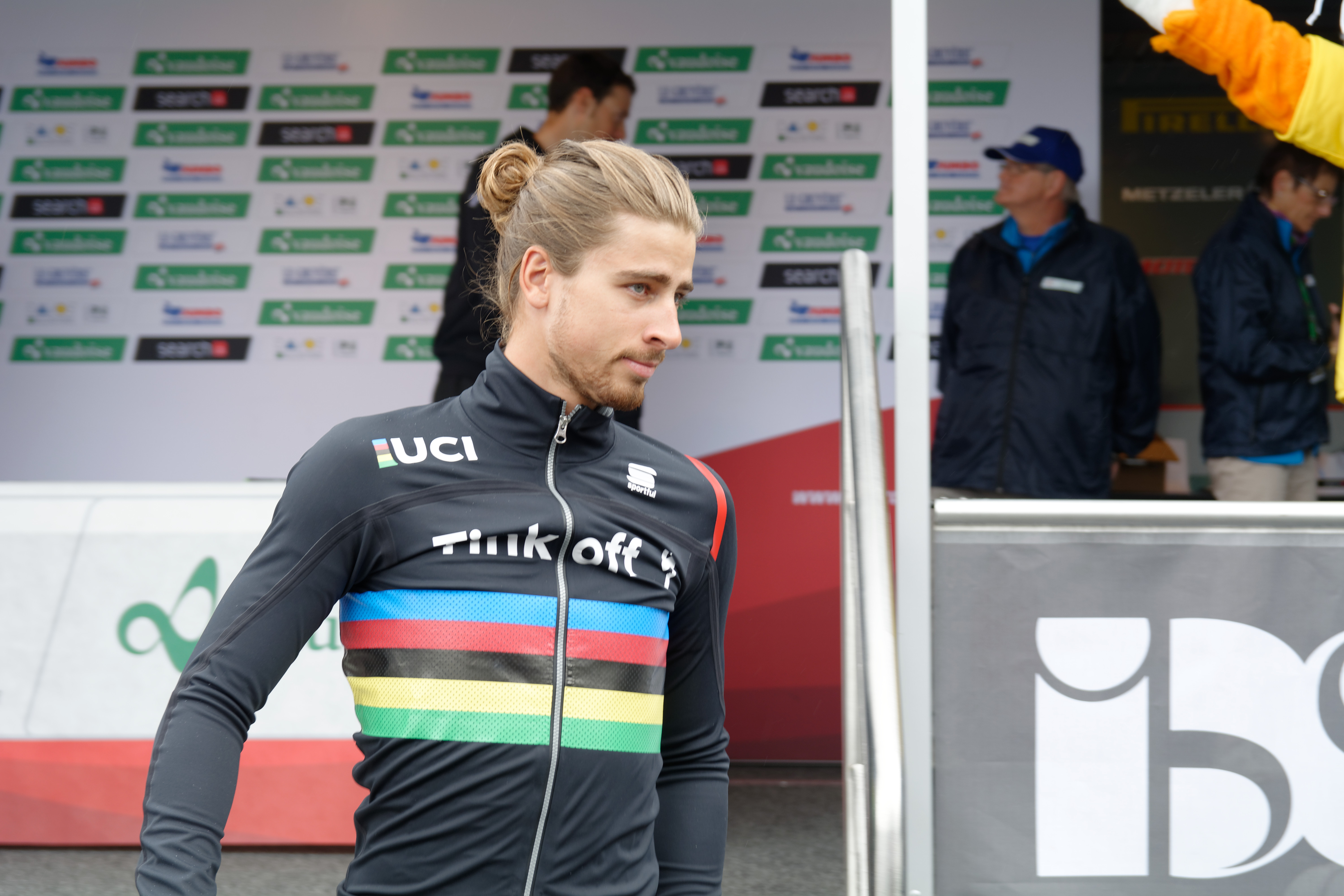
Peter Sagan před 9. etapou Tour de Suisse 2016

V únoru 2016 Tiňkov smetl ze stolu možnost prodat tým do struktur Bahrainu a řekl, že nejpravděpodobnějším výsledkem pro stáj bude její zánik na konci sezóny 2016. Nicméně v červenci téhož roku prohlásil, že se k silniční cyklistice plánuje vrátit, jakmile Chris Froome přestane dosahovat kvalit vítěze celkové klasifikace Tour de France. Tento krok však (k roku 2024) neuskutečnil.
V poslední sezoně tým zaznamenal 34 vítězství. Nejvýznamnější "zářezy" týmu v poslední sezóně zaznamenal Peter Sagan, který zvítězil ve 3 etapách na Tour de France, získal zelený trikot (jeho 5. v kariéře) a cenu pro nejaktivnějšího jezdce celé Tour. Dalším úspěchem týmu na 103. ročníku "Staré dámy" bylo vítězství ve vrchařské soutěži, kterého dosáhl Rafał Majka. V září následně Peter Sagan zvítězil i v silničním závodu na Mistrovství Evropy a v říjnu přidal svůj druhý duhový trikot v řadě.

## Celková vítězství na Grand Tours
- Giro d'Italia 2006, Ivan Basso
- Tour de France 2008, Carlos Sastre
- Tour de France 2010, Andy Schleck
- Vuelta a España 2012, Alberto Contador
- Vuelta a España 2014, Alberto Contador
- Giro d'Italia 2015, Alberto Contador

### Vítězství v týmové klasifikaci
- Tour de France (2003, 2008, 2013)

## Vítězství na národních, kontinentálních a světových šampionátech
| Mistr Dánska v časovce mužů, Michael Sandstød Mistr Dánska v silničním závodu mužů, Nicolaj Bo Larsen Mistr Belgie v časovce mužů, Marc Streel Mistr Dánska v časovce mužů, Michael Sandstød Mistr Dánska v silničním závodu mužů, Bo Hamburger Mistr Lotyšska v silničním závodu mužů, Arvis Piziks Mistr Dánska v časovce mužů, Michael Blaudzun Mistr Dánska v silničním závodu mužů, Jakob Piil Mistr Dánska v časovce mužů, Michael Sandstød Mistr Dánska v silničním závodu mužů, Michael Sandstød Mistr Dánska v časovce mužů, Michael Blaudzun Mistr Dánska v silničním závodu mužů, Nicki Sørensen Mistr Dánska v časovce mužů, Michael Sandstød Mistr Dánska v silničním závodu mužů, Michael Blaudzun Mistr Dánska v časovce mužů, Michael Blaudzun Mistr Lucemburska v časovce mužů, Andy Schleck Mistr Ruska v časovce mužů, Vladimir Gusev Mistr Dánska v silničním závodu mužů, Lars Bak Mistr Lucemburska v silničním závodu mužů, Fränk Schleck Mistr Rakouska v časovce mužů, Peter Luttenberger Mistr Dánska v časovce mužů, Brian Vandborg Mistr Norska v časovce mužů, Kurt Asle Arvesen Mistr Švýcarska v časovce mužů, Fabian Cancellara Mistr USA v časovce mužů, David Zabriskie Mistr Švýcarska v časovce mužů, Fabian Cancellara | Mistr Švýcarska v časovce mužů, Fabian Cancellara Mistr Dánska v časovce mužů, Lars Bak Mistr Dánska v silničním závodu mužů, Nicki Sørensen Mistr Lucemburska v silničním závodu mužů, Fränk Schleck Mistr Norska v silničním závodu mužů, Kurt Asle Arvesen Mistr Švédska v časovce mužů, Gustav Larsson Mistr Dánska v časovce mužů, Jakob Fuglsang Mistr Lucemburska v časovce mužů, Andy Schleck Mistr Polska v časovce mužů, Jarosław Marycz Mistr Dánska v silničním závodu mužů, Nicki Sørensen Mistr Lucemburska v silničním závodu mužů, Fränk Schleck Mistr světa v časovce mužů, Fabian Cancellara Mistr Dánska v madisonu mužů (dráhová cyklistika), Alex Rasmussen Mistr Dánska v madisonu mužů (dráhová cyklistika), Michael Mørkøv Mistr Dánska v silničním závodu mužů, Nicki Sørensen Mistr Dánska v silničním závodu mužů, Michael Mørkøv Mistr Dánska v silničním závodu mužů, Michael Valgren Mistr Dánska v časovce mužů, Christopher Juul-Jensen Mistr Slovenska v časovce mužů, Peter Sagan Mistr Slovenska v silničním závodu mužů, Peter Sagan Mistr Dánska v silničním závodu mužů, Chris Anker Sørensen Mistr světa v silničním závodu mužů, Peter Sagan Mistr Polska v časovce mužů, Maciej Bodnar Mistr Anglie v silničním závodu mužů, Adam Blythe Mistr Polska v silničním závodu mužů, Rafał Majka Mistr České republiky v silničním závodu mužů, Roman Kreuziger Mistr Slovenska v silničním závodu mužů, Juraj Sagan Mistr Evropy v silničním závodu mužů, Peter Sagan Mistr světa v silničním závodu mužů, Peter Sagan |

## Poslední soupiska

### 2016

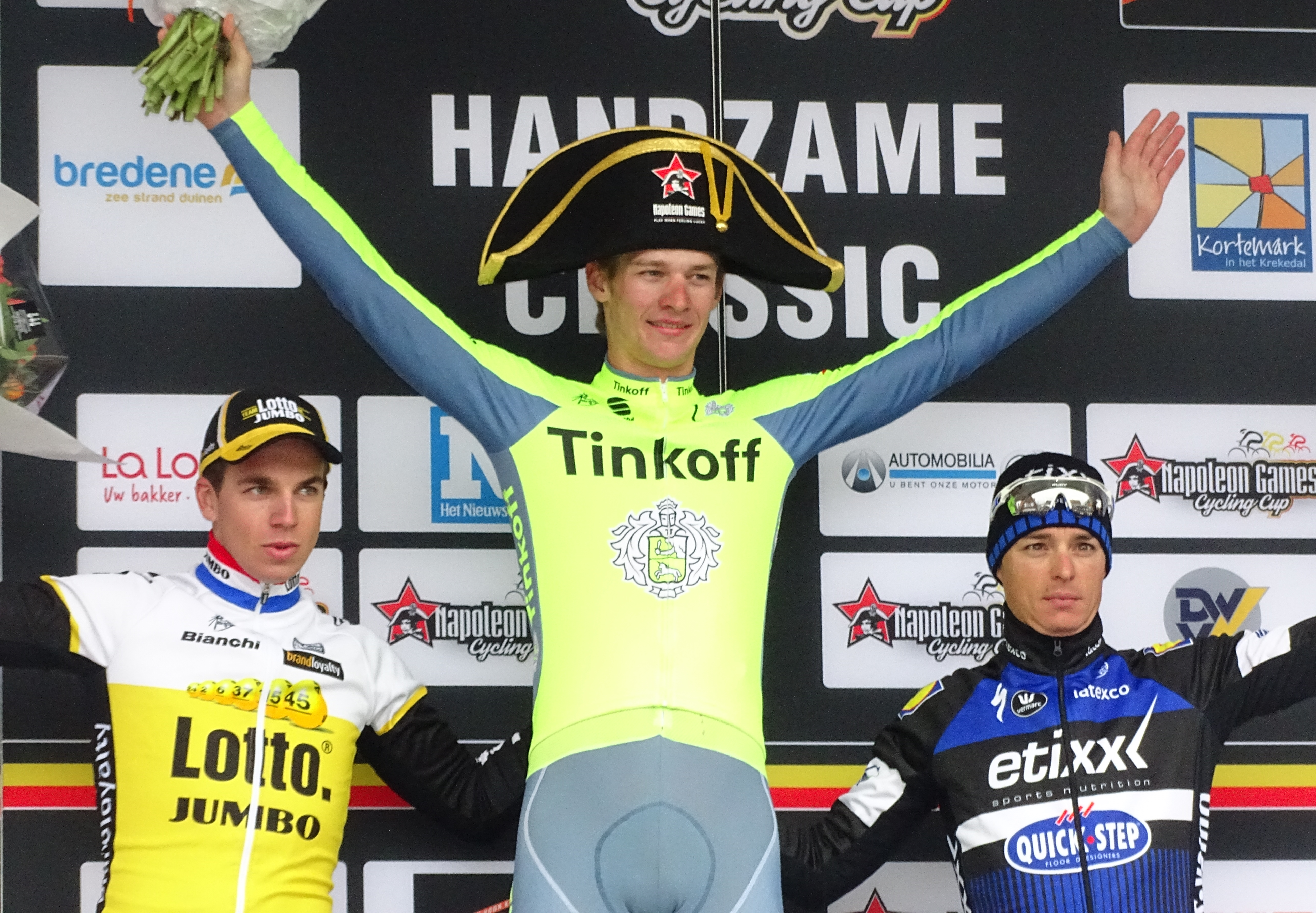
Erik Baška, vítěz Handzame Classic 2016 v belgickém Bredene

| Týmová soupiska                             | Týmová soupiska   | Týmová soupiska    | Týmová soupiska                    |
| Cyklista                                    | Datum narození    | Stát               | Předchozí tým                      |
| ------------------------------------------- | ----------------- | ------------------ | ---------------------------------- |
| Erik Baška                                  | 12. ledna 1994    | Slovensko          | AWT–Greenway (2015)                |
| Daniele Bennati                             | 24. září 1980     | Itálie             | RadioShack-Nissan (2012)           |
| Adam Blythe                                 | 1. října 1989     | Spojené království | Orica-GreenEDGE (2015)             |
| Manuele Boaro                               | 12. března 1987   | Itálie             | Trevigiani Dynamon Bottoli (2010)  |
| Maciej Bodnar                               | 7. března 1985    | Polsko             | Cannondale (2014)                  |
| Pavel Brutt                                 | 29. ledna 1982    | Rusko              | Katusha (2014)                     |
| Alberto Contador                            | 6. prosince 1982  | Španělsko          | Astana (2010)                      |
| Oscar Gatto                                 | 1. ledna 1985     | Itálie             | Androni Giocattoli-Sidermec (2015) |
| Michael Gogl                                | 4. listopadu 1993 | Rakousko           | Tirol (2015)                       |
| Jesper Hansen                               | 23. října 1990    | Dánsko             | Cult Energy (2013)                 |
| Jesús Hernández Blázquez                    | 28. září 1981     | Španělsko          | Astana (2010)                      |
| Robert Kišerlovski                          | 9. srpna 1986     | Chorvatsko         | Trek Factory Racing (2014)         |
| Michal Kolář                                | 21. prosince 1992 | Slovensko          | Dukla Trenčín Trek (2013)          |
| Roman Kreuziger                             | 6. května 1986    | Česko              | Astana (2012)                      |
| Rafał Majka                                 | 12. září 1989     | Polsko             | Trevigiani Dynamon Bottoli (2011)  |
| Jay McCarthy                                | 8. září 1992      | Austrálie          | Jayco–AIS (2012)                   |
| Sérgio Paulinho                             | 26. března 1980   | Portugalsko        | RadioShack (2011)                  |
| Jevgenij Vladimirovič Petrov                | 25. května 1978   | Rusko              | Astana (2012)                      |
| Paweł Poljański                             | 6. května 1990    | Polsko             |                                    |
| Michael Rogers                              | 20. prosince 1979 | Austrálie          | Sky (2012)                         |
| Ivan Rovny                                  | 30. září 1987     | Rusko              | Ceramica Flaminia–Fondriest (2013) |
| Juraj Sagan                                 | 23. prosince 1988 | Slovensko          | Cannondale (2014)                  |
| Peter Sagan                                 | 26. ledna 1990    | Slovensko          | Cannondale (2014)                  |
| Matteo Tosatto                              | 14. května 1974   | Itálie             | Quick Step (2010)                  |
| Jurij Viktorovič Trofimov                   | 26. ledna 1984    | Rusko              | Katusha (2015)                     |
| Nikolay Trusov                              | 2. července 1985  | Rusko              | De Rijke–Shanks (2013)             |
| Michael Valgren                             | 7. února 1992     | Dánsko             | Cult Energy (2013)                 |
| Davide Ballerini (1. 8.–31. 12., stážista)  | 21. září 1994     | Itálie             | Unieuro Wilier (2015)              |
| Lorenzo Fortunato (1. 8.–31. 12., stážista) | 9. května 1996    | Itálie             |                                    |
| Andrea Montagnoli (1. 8.–31. 12., stážista) | 27. července 1995 | Itálie             |                                    |
| Zdroj:                                      |                   |                    |                                    |

## Češi a Slováci v týmu
- Roman Kreuziger (2013–2016)[43]
- Michael Kolář (2014–2016)[44]
- Juraj Sagan (2015–2016)[45]
- Peter Sagan (2015–2016)[46]
- Erik Baška (2016)[47]